# San Walabonso
San Walabonso (Niebla, Huelva, S.IX-Córdoba, 851) Mártir cristiano, muerto por el Emir de Córdoba y patrono de Niebla.

## Biografía
Se cree que su padre fue un aristócrata hispano-visigodo que se casó con una mujer árabe y musulmana, convirtiéndola al cristianismo. Al convertir a su esposa, la familia huyó de la antigua Elepla, hasta refugiarse en Froniano, en la Serranía de Córdoba, a doce millas de la capital del emirato. 
Tuvo una hermana, María, igualmente considerada santa por haber sido mártir por la fe. Al fallecer su madre, Walabonso se enclaustró en el Monasterio de San Félix, en Froniano, y María ingresó en el Convento de Cuteclara, en los alrededores. Tras varios años de estudio y dedicación, Walabonso fue ordenado diácono, siendo enviado al vecino Monasterio de Santa María de Cuteclara, donde se encontraba su hermana. Fue muerto por haberse presentado ante el cadí de Córdoba tras haber escuchado unos insultos a Cristo por unos musulmanes. Lo decapitaron con un alfanje. Fue reconocido como mártir y santo junto al sacerdote Pedro, de Écija; Sabiniano, monje provecto, natural de Froniano; Wistremundo, joven valiente de Écija; Habencio, aristócrata cordobés, también provecto; y Jeremías, aristócrata acaudalado.  Es venerado como santo por la Iglesia Católica, y su festividad se sitúa el 7 de junio. En Niebla se le dedica una procesión ese día.
Presuntamente, los seis mártires que iban a ser ejecutados, declararon al cadí: "También nosotros, juez, permanecemos bajo la misma confesión por la que han caído hace poco nuestros santísimos hermanos Isaac y Sancho. Ejecuta tu sentencia, acrecienta tu crueldad y arde con todo tu furor en venganza de tu profeta, puesto que confesamos que en verdad Cristo es Dios".